# 7472 Kumakiri
7472 Kumakiri eller 1992 CU är en asteroid i huvudbältet som upptäcktes den 13 februari 1992 av de båda japanska astronomerna Toshimasa Furuta och Makio Akiyama vid Susono-observatoriet. Den är uppkallad efter den japanske amatörastronomen Kazuo Kumakiri.
Asteroiden har en diameter på ungefär 10 kilometer.